# لانسی
شهر لانسی  در ایالت ژنو در کشور سوئیس واقع شده‌است که ۲۶٬۱۰۰ نفر جمعیت دارد.